# Christian Mahler (Politiker)
Christian Mahler (* 7. September 1900 in Lindewitt; † 1976) war ein Politiker der dänischen Minderheit in Schleswig-Holstein.

## Leben und Beruf
Mahler, der evangelisch-lutherischen Glaubens war, war Landwirt von Beruf. Seit 1926 bewirtschaftete er einen Hof in Hürup bei Flensburg. Er war verheiratet und hatte ein Kind. Im Jahr 1973 wurde er für seine Verdienste um die dänische Minderheit mit der Guldnål (Goldnadel) des Sydslesvigsk Forening ausgezeichnet.

## Politik
Mahler gehörte von 1947 bis 1950 für den SSW dem ersten gewählten Landtag von Schleswig-Holstein an. Im Landtag war er Mitglied im Untersuchungsausschuss zum Fall des SPD-Abgeordneten Karl Müller. Er war nach 1945 Bürgermeister in Hürup und Amtsvorsteher im Amt Hürup.